# رافائيل كوكس
رافائيل كوكس (بالإنجليزية: Raphael Cox)‏ (7 يوليو 1986 بتاكوما في الولايات المتحدة - ) هو لاعب كرة قدم أمريكي في مركز الوسط. لعب مع ريال سالت ليك وTampa Bay Rowdies ‏ وتشارلوت إندبنتنس وكولورادو رابيدز يو-23 ‏ وSound FC (men) ‏ وأتلانتا سيلفرباكس ونادي بان.

## وصلات خارجية
- رافائيل كوكس على موقع الدوري الأمريكي (الإنجليزية)
- رافائيل كوكس على موقع قاعدة بيانات كرة القدم.إي يو (الإنجليزية)